# یوکیا آمانو
یوکیا آمانو (به انگلیسی: Yukiya Amano) (به ژاپنی: 天野 之弥 Amano Yukiya) (زاده ۹ مه ۱۹۴۷ – درگذشته ۱۸ ژوئیه ۲۰۱۹)، مدیر کل آژانس بین‌المللی انرژی اتمی بود.
او در اول دسامبر سال ۲۰۰۹ مقام مدیر کلی آژانس بین‌المللی انرژی اتمی را پس از محمد البرادعی برعهده گرفت. وی که فارغ‌التحصیل دانشکده حقوق دانشگاه توکیو بود، از سال ۱۹۷۲ در وزارت امورخارجه ژاپن مشغول به کار شد. در ماه آوریل ۲۰۰۱ در مقام نماینده ژاپن با عنوان کارشناس دولتی در هیئت سازمان ملل متحد در زمینه مسائل موشکی منصوب و درست سه ماه بعد از آن وارد گروه متخصصان سازمان ملل در زمینه مطالعات منع گسترش و خلع سلاح هسته‌ای شد. وی در سفارتخانه‌های ژاپن در ویتنام، واشینگتن و بروکسل نیز حضور داشته و همچنین یکی از اعضای هیئت اعزامی ژاپن به کنفرانس خلع سلاح هسته‌ای در ژنو بوده‌است.

## سفر به ایران

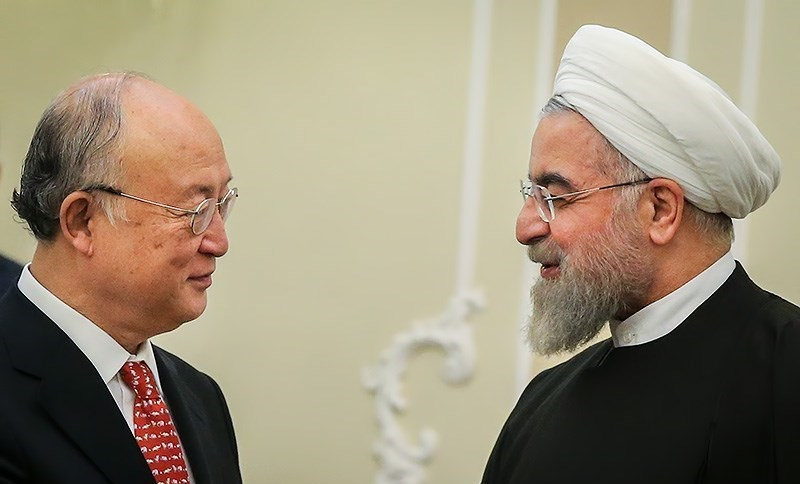
دیدار آمانو و حسن روحانی، رئیس جمهور ایران، در کاخ سعدآباد

آمانو در سفر خود به ایران در تاریخ ۱۱ تیر سال ۱۳۹۴ با حسن روحانی و علی شمخانی دیدار کرد.

## درگذشت
وی در تاریخ ۱۸ ژوئیه ۲۰۱۹ در سن ۷۲ سالگی در اثر بیماری سرطان درگذشت.
برخی مرگ او را مشکوک می‌دانند.